# Фюме (кантон)
Фюме́ (фр. Fumay) — кантон во Франции, находится в регионе Шампань — Арденны, департамент Арденны. Входит в состав округа Шарлевиль-Мезьер.
Код INSEE кантона — 0810. Всего в кантон Фюме входит 5 коммун, из них главной коммуной является Фюме.

## Коммуны кантона
| Коммуна          | Население, чел. (1999) | Почтовый индекс | Код INSEE |
| ---------------- | ---------------------- | --------------- | --------- |
| Арньи            | 500                    | 08170           | 08214     |
| Монтиньи-сюр-Мёз | 76                     | 08170           | 08304     |
| Фепен            | 262                    | 08170           | 08166     |
| Фюме             | 3 997                  | 08170           | 08185     |
| Эйб              | 2 061                  | 08170           | 08222     |

## Население
Население кантона на 1999 год составляло 7 595 человек.
| 1962  | 1968  | 1975  | 1982  | 1990  | 1999  | 2006 | 2007 | 2008 |
| ----- | ----- | ----- | ----- | ----- | ----- | ---- | ---- | ---- |
| 9 105 | 9 623 | 9 190 | 8 826 | 8 312 | 7 595 | —    | —    | —    |